# Gonomyia edwardsi
Gonomyia edwardsi är en tvåvingeart som beskrevs av Paul Lackschewitz 1925. Gonomyia edwardsi ingår i släktet Gonomyia och familjen småharkrankar. Arten är reproducerande i Sverige. Inga underarter finns listade i Catalogue of Life.